# 香港工程師學會
香港工程師學會（英語：The Hong Kong Institution of Engineers）是香港的專業工程師團體。香港工程師學會的前身為成立於1947年的香港工程協會，並於1975年由香港立法局通過香港法例第1105章《香港工程師學會條例》令協會成為法人團體香港工程師學會。學會旨在促進工程學知識和思想的交流，對成員進行新技術和新做法的培訓，並提高工程師的地位和知名度。截至2019年，學會會員人數約有30000人，分屬22個不同的工程專業界別。香港工程師學會與世界各地的工程機構建立了緊密的聯繫，並與澳洲、加拿大、愛爾蘭、中華人民共和國、紐西蘭及英國的工程機構簽訂了專業資格互認協議。此外，學會亦與歐洲、東亞、北美及東南亞的其他機構簽訂合作協議。
香港工程師學會是世界工程组织联合会的附屬成員，也是亞洲及太平洋工程機構聯合會（Federation of Engineering Institutions of Asia and Pacific）的成員。特別的是，香港工程師學會與總部位於英國的土木工程師學會會址同樣是記利佐治街1號。

## 歷史

### 香港開埠至第二次世界大戰
早在香港開埠初期，香港已經有工程專業團體存在。1882年6月3日，（前香港工程師協會）在香港大酒店成立，首任會長為John Inglis:39。1891年1月8日，（西人機器師會館）在寶靈海旁中16號成立，此後「前香港工程師協會」再無任何官方活動紀錄:44。
工程師約翰·芬尼（John Finnie）在1939至1940年間出任西人機器師會館會長，他決定以成立一個吸納香港本土工程師，並主張工程學術研究的新工程協會:81。

### 二次大戰後：香港工程協會
在第二次世界大戰期間，約翰·芬尼在赤柱的民用拘留營舉辦工程講座，並促成香港工程協會（The Engineering Society of Hong Kong）隨後於1947年成立，協會會址位於利園酒店:81。1947年11月26日，香港工程協會於香港渣甸洋行辦公室舉行成立典禮:81-82。協會吸納了來自香港大學工程學院和香港工業專門學院的學生成為學生會員。1972年，協會正式與「倫敦土木、機械及電機工程師學會香港聯合小組」合併，並於三年後轉為香港工程師學會。

### 香港工程師學會成立
1975年，香港立法局通過《香港工程師學會條例》，正式賦予學會法定地位，同時具備專業學會及資格認證功能。學會為工程師的培訓和錄取制定標準。學會對其成員的行為有嚴格的規定，作為一個專業學術團體，其使命之一是讓成員能夠跟上工程學的最新發展。許多學會的活動都是在位於銅鑼灣的學會總部舉行。總部為各香港工程界的研討會、講座和會議，以及學會秘書處辦公室提供場所運作。1982年，香港政府決定承認香港工程師學會的法定會員有資格出任公務員架構的工程師。
1995年6月，香港工程師學會加入《华盛顿协议》，成為其中一個創始成員。香港工程師學會內部認可的工程學位獲其他協定簽署國認可，其中包括澳洲、加拿大、中華民國、愛爾蘭、日本、韓國、馬來西亞、紐西蘭、新加坡、南非、土耳其、英國和美國。1999年，香港成為亞太經合組織工程師架構（APEC Engineer Framework）的創始成員。香港註冊專業工程師有資格註冊為香港亞太經合組織工程師（Hong Kong APEC Engineer）。
2001年6月，學會成為《悉尼協定》的創始簽署方之一。根據協定，獲香港工程師學會認可的高級文憑及副學士課程，均獲其他協定簽署國承認，其中包括澳洲、加拿大、愛爾蘭、紐西蘭、南非、英國和美國。在工程師和工程技術專家資格的多邊承認方面，香港工程師學會是工程師流動論壇（Engineers Mobility Forum）以及和工程技術員流動論壇的創始成員。前者為每個加入論壇的經濟體之相關工程團體亦負責承認經驗豐富的專業工程師提供一個國際框架，而後者是為了促進對技術人員資格在各國作多邊承認的框架。
2002年4月，香港工程師學會正式設立香港亞太經合組織工程師名冊及香港工程師流動論壇專業工程師國際名冊，以供各合資格學會會員註冊；香港工程技術專家流動論壇工程技術專家國際名冊亦已於2008年2月設立。
2009年6月，香港工程師學會正式加入《首爾協定》，學會認可的計算機科學學位獲其他簽署國認可，其中包括澳洲、加拿大、中華民國、日本、韓國、英國和美國。

## 學會宗旨與組織

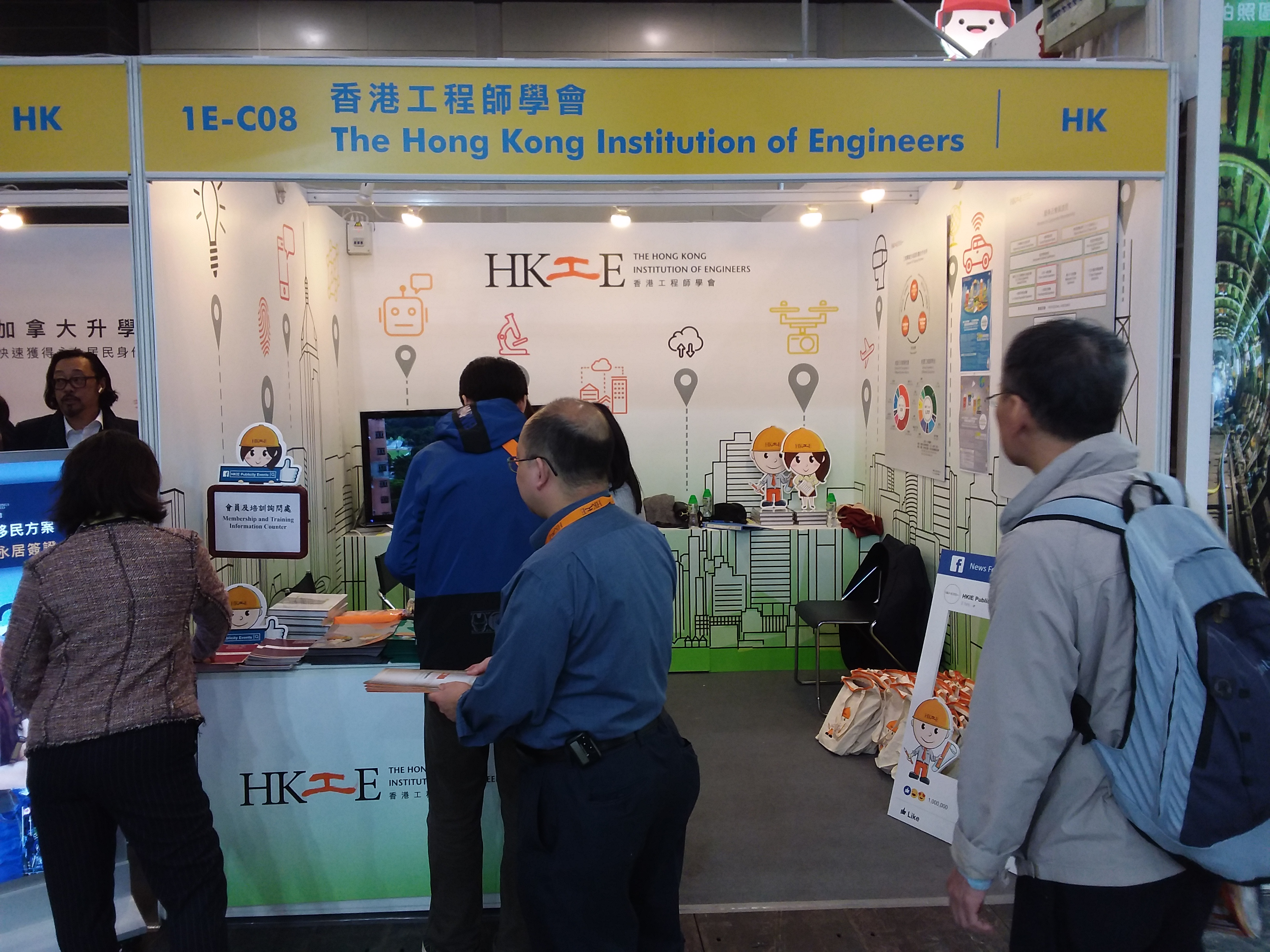
教育及職業博覽中香港工程師學會的攤位，2019年1月攝於香港會議展覽中心。

香港工程師學會是根據《香港工程師學會條例》成立，故其架構與組織章程均由法例約束。條例中明訂了學會的宗旨、權力、財產的歸屬、設立理事會、會員制度與學會章程。法例規定設立學會理事會，而學會章程規定理事會由會長、副會長、從會員大會及各學會分部各自推算的理事、當然委員、增補委員、觀察員和秘書長組成。學會下設19個分部及4個委員會，分別為仲會員事務委員會、安全工程專責事務委員會、青年會員事務委員會和解決爭議方式事務委員會。理事會下設4大行政部門，分別負責行政、學會事務、學歷認證和會員事務。

### 專業界別與分部
香港工程師學會共設有22個工程專業界別（Discipline）及19個分部（Division）。並不是所有專業界別都設有獨立分部，其中燃氣和能源界別合組為「燃氣及能源分部」；機械、輪機及造船與化工三個界別合組為「機械、輪機、造船及化工分部」。
以下為香港工程師學會的22個專業界別：
- 航空界別（Aircraft Discipline）
- 生物醫學界別（Biomedical Discipline）
- 建造界別（Building Discipline）
- 屋宇裝備界別（Building Services Discipline）
- 化工界別（Chemical Discipline）
- 土木界別（Civil Discipline）
- 控制、自動化及儀器儀表界別（Control, Automation & Instrumentation Discipline）
- 電機界別（Electrical Discipline）
- 電子界別（Electronics Discipline）
- 環境界別（Environmental Discipline）
- 能源界別（Energy Discipline）
- 消防界別（Fire Discipline）
- 燃氣界別（Gas Discipline）
- 岩土界別（Geotechnical Discipline）
- 資訊界別（Information Discipline）
- 物流及運輸界別（Logistics & Transportation Discipline）
- 製造、工業及系統界別（Manufacturing, Industrial & Systems Discipline）
- 輪機及造船界別（Marine & Naval Architecture）
- 材料界別（Materials Discipline）
- 機械界別（Mechanical Discipline）
- 核子界別（Nuclear Discipline）
- 結構界別（Structural Discipline）

### 對外關係
香港工程師學會設有三個海外分部，分別位於加拿大、澳洲和英國。學會亦有與多個海外工程組織簽訂合作協議，例如美國土木工程師學會、澳洲建造學會和皇家航空學會。

## 會籍
香港工程師學會設有會籍制度，分為法定會員（Corporate Members）及其他組別（Other Classes）兩大分類。兩者差別在於前者具有與學會相關事務的投票權。
法定會員下設正會員（Member）及資深會員（Fellow）兩種會籍，主要供專業工程師及於專上院校任教或進行研究的工程學家加入。當中正會員會籍要求申請人具備相關工程學位、通過學會的專業評核及具備學會要求的執業經驗。學會資深會員由資深工程師或工程學家組成，亦要對工程專業作出顯著貢獻。資深會員和正式會員可在英文姓名前加上「Ir」稱呼，及於姓名後加上「FHKIE」或「MHKIE」頭銜以注明其專業資格。
其他組別下，設有仲會員（Associate Member）、初級會員（Graduate Member）、學生會員（Student）、聯系會員（Companion）、附屬會員（Affiliate），主要供準備成為專業工程師或工程學家的本科畢業生、在校學生或其工作與工程學有關連的人士，或對工程學有興趣的人士申請加入。仲會員亦可在姓名後加入「AMHKIE」頭銜。
工程師學會亦設有名譽資深會員（Honorary Fellow）會籍，主要授予為學會或工程界作出特別貢獻，或在工程科學界或業界中具傑出地位的人，以表彰其成就；名譽資深會員提名須有理事會在席會員超過四分之三贊成才能通過，且每年只可有不多於兩位名譽資深會員當選。名譽資深會員可在姓名後加入「HonFHKIE」頭銜。

## 歷屆會長

### 香港工程協會
- 1947/48	Ir J FINNIE
- 1948/49	Ir S E FABER
- 1949/50	Ir W L E MILLER
- 1950/51	Ir A W BLACK
- 1951/52	Ir F C CLEMO
- 1952/53	Ir P V REVELERY
- 1953/54	Ir J C L WONG
- 1954/55	Ir T L BOWRING
- 1955/56	Ir R V LEDERHOFFER
- 1956/57	Ir A STORRAR
- 1957/58	Ir D S HILL
- 1958/59	Ir Prof S Y KING
- 1959/60	Ir E M JOFFE
- 1960/61	鍾士元爵士
- 1961/62	Ir J C FABER
- 1962/63	Ir W S Y YEH
- 1963/64	Ir M A D'Almada REMEDIOS
- 1964/65	Ir Prof S MACKEY
- 1965/66	Ir Dr E H C TAO
- 1966/67	Ir J J ROBSON
- 1967/68	Ir S Z SUNG
- 1968/69	Ir M C R TALAMO
- 1969/70	Ir W MILLER
- 1970/71	Ir S G ELLIOTT
- 1971/72	Ir Dr Y K CHING
- 1972/73	Ir S L CHEN
- 1973/74	Ir A T ARMSTRONG-WRIGHT
- 1974/75	Ir G B O'RORKE

### 香港工程師學會
- 1975/76	Ir D M ALLINGHAM
- 1976/77	Ir Prof S Y KING
- 1977/78	Ir P S MOLYNEUX
- 1978/79	鄭漢鈞博士、工程師
- 1979/80	Ir Dr R K EDGLEY
- 1980/81	Ir A J VAIL
- 1981/82	Ir L T TAO
- 1982/83	Ir D A MORRIS
- 1983/84	Ir L R THOMPSON
- 1984/85	Ir G J OSBORNE
- 1985/86	Ir Dr W S Y CHAN
- 1986/87	Ir Dr E H C TAO
- 1987/88	何鍾泰博士、工程師
- 1988/89	Ir N A KRAUNSOE
- 1989/90	Ir Dr S P W WONG
- 1990/91	Ir J CHIU
- 1991/92	Ir R J BLAKE
- 1992/93	Ir Dr R M KENNARD
- 1993/94	Ir Prof T P LEUNG
- 1994/95	Ir M J MATTHEWS
- 1995/96	Ir E K H LEUNG
- 1996/97	Ir B J STUBBINGS
- 1997/98	Ir F S Y BONG
- 1998/99	潘樂陶工程師
- 1999/00	Ir Prof C C CHAN
- 2000/01	陸宏廣博士、工程師
- 2001/02	周明權博士、工程師
- 2002/03	Ir Dr C K LAU
- 2003/04	Ir Dr A S K CHAN
- 2004/05	Ir J Y C KWAN
- 2005/06	Ir Dr G C Y WONG
- 2006/07	Ir K L WONG
- 2007/08	盧偉國博士、工程師
- 2008/09	Ir P Y WONG
- 2009/10	Ir Dr A K C CHAN
- 2010/11	Ir Prof R P K CHU
- 2011/12	陳福祥工程師
- 2012/13	蔡健權教授、工程師[26]
- 2013/14	陳健碩工程師[27]
- 2014/15	張志剛工程師[28]
- 2015/16 陳志超工程師
- 2016/17 蔡健鴻
- 2017/18 陳國璋工程師
- 2018 黃唯銘博士、工程師[29]
- 2018/20 余錫萬工程師[30]
- 2020/21 源栢樑博士、工程師
- 2021/22 鍾國輝工程師
- 2022/23 卜國明工程師
- 2023/24 李志康博士、工程師
- 2024/25 馬紹祥工程師
- 2025/26 周健德工程師

## 註冊專業工程師
根據香港法例第409章《工程師註冊條例》，香港工程師學會的正會員及資深會員均合資格申請成為香港的註冊專業工程師（Registered Professional Engineer）。提出申請的法定會員要在香港取得一年有關專業經驗、通常居於香港及符合條例的其他要求，並可向工程師註冊管理局提出註冊申請。成功者可成為註冊專業工程師，並在姓名後加入「R.P.E.」簡稱。任何人自稱註冊專業工程師或使用「R.P.E.」，可能會違反條例的相關規定。

## 教育及資歷評核
1997年，香港工程師學會設立制度評核香港各大專院校的工程學科水準，以決定是否承認該學科的資歷以供畢業生加入學會之用。學會設有評核委員會（Accreditation Board）對香港及海外大學的工程學和計算機科學學士學位、副學士及高級文憑課程進行專業評核。符合水準的工學學士學位課程可被學會加入至《華盛頓協定》，而計算機科學學士學位課程可被加入到《首爾協定》；至於各符合學會學術要求的副學位課程可被加入至《悉尼協議》中。
香港工程師學會亦提供持續專業發展（Continuing Professional Development）活動供工程業界人士提升專業知識。

### 工科畢業生訓練計劃
對於工程學系畢業生，學會設有“A”項訓練計劃（Scheme "A" Graduate Training）以提升他們的工程實務經驗，以確保有意申請法定會員會籍的人士有合乎學會要求的專業實務經驗
。參與計劃的工程實習生須填寫訓練記錄冊，由合資格工程公司為其培訓，並需符合學會的持續專業發展要求以增進他們在一般及專業事宜、職業安全與健康及其他工程技術方面的知識才可完成計劃。“A”項訓練計劃由香港工程師學會培訓及發展組負責支援與監察。
職業訓練局會向參加香港工程師學會核准訓練計劃的受訓者，經由其僱主獲發津貼，作為其薪金的一部份。津貼額會按需要定期進行檢討。津貼期最長可達18個月。2020年的每人每月資助金額為5,610港元。

## 社會參與
在參與公共事務方面，工程師學會於立法會有一個代表工程界功能界別的席位，並在香港特別行政區行政長官選舉的1200人選舉委員會中，有30名來自工程界別分組的選舉委員會委員。這些代表由學會的法定會員選出；此外，學會資訊科技分部的法定會員及畢業會員亦有資格投票選出立法會資訊科技功能界別議員和行政長官選舉委員會資訊科技界別分組的選舉代表。

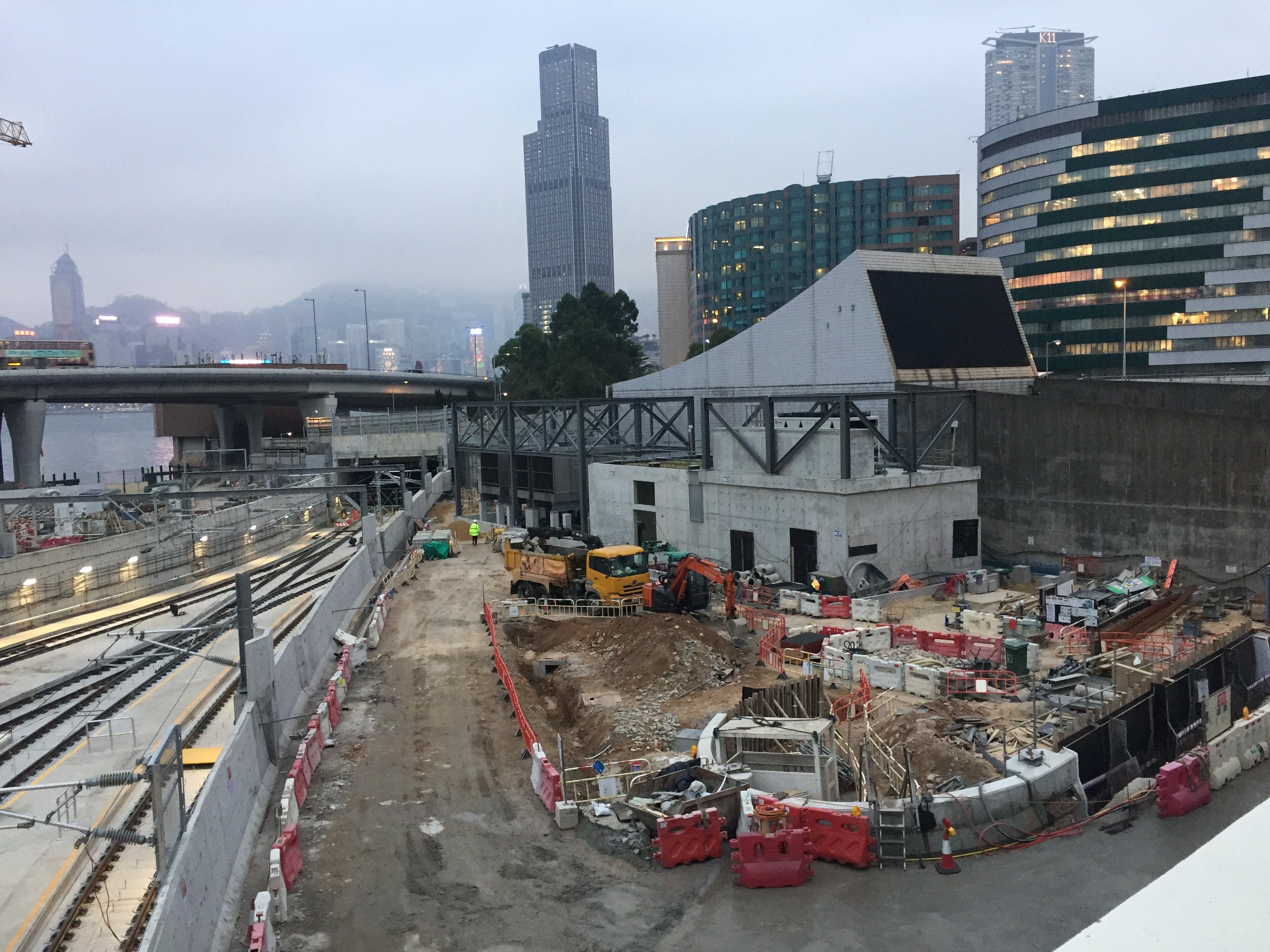
紅磡站以南沙中線工地，隧道入口通向工程質素出現問題的地底月台層。

香港工程師學會亦會就不同有關工程專業的社會議題發出聲明表達工程界立場。2019年1月，學會就沙中綫偷工減料醜聞發出新聞稿，提及雖然質疑港鐵沙中綫的施工質素，但就認同紅磡站獨立調查委員會進行聆訊時專家證人對紅磡站現時結構安全的說法。學會聲明引起會員迴響，更有21名工程師學會會員發起聯署，批評學會的聲明「困擾、欠專業及未能符合公眾期望」。

## 出版物
香港工程師學會作為香港工程界學術團體，故有出版學會會報。香港工程師學會會報自1994年起以季刊形式發行，提供一個平台供工程師和工程學家從理論和實踐的角度討論工程的各個方面。會報歡迎涉及先進科技的論文、研究論文、文獻綜述、工程個案史、技術說明或文章和書面討論投稿。
學會亦有出版月刊《香港工程師》、學會年鑑及學會年報。

## 另請參見
- 注册工程師
- 工程師註冊管理局
- 香港工程科學院
- 英國工程委員會

## 腳註
1. ↑  該學會並沒有官方中文名稱。
2. ↑  該會館並沒有官方中文名稱，此翻譯名可見於當時之電話簿。[7]
3. ↑  今香港理工大學。

## 外部連結
- 香港工程師學會網站 （页面存档备份，存于）
- 香港法例第409章《工程師註冊條例》 （页面存档备份，存于）
- 香港法例第1105章《香港工程師學會條例》 （页面存档备份，存于）